# Перелік об'єктів культурної спадщини Деснянського району міста Києва
Перелік об'єктів культурної спадщини Києва
Правий берег
- Голосіївський район

- Байкове кладовище

- Оболонський район
- Печерський район
- Подільський район
- Святошинський район
- Солом'янський район
- Шевченківський район

- Лук'янівське кладовище

Лівий берег
- Дарницький район
- Деснянський район
- Дніпровський район

В статті наведений перелік об'єктів культурної спадщини Деснянського району міста Києва станом на 1 січня 2012 року.
Джерело інформації: перелік об'єктів культурної спадщини міста Києва, оприлюднений Головним управлянням охорони культурної спадщини кмДА 15 лютого 2012 року на офіційному сайті. Як повідомило Управління, перелік складений на підставі наявної інформації; передбачається регулярне оновлення інформації згідно з новими документами, виданими державними та місцевими органами влади.
На сайті Управління зазначено:

| В кожному окремому випадку для визначення статусу об'єкту необхідно звернутись до Головного управління охорони культурної спадщини виконавчого органу Київської міської ради (Київської міської державної адміністрації) з відповідним запитом у зв'язку зі змінами назв вулиць, нумерації будинків, літерних позначень та моніторингу стану об'єктів культурної спадщини на поточний період[2]. |
Статус об'єктів культурної спадщини затверджується:
- Пам'ятки національного значення — Постановами РМ УРСР, Кабінету Міністрів України.
- Пам'ятки Місцевого значення — Рішеннями Київського міськвиконкому, Розпорядженнями кмДА, Наказами Міністерства культури України.
- Щойно виявлені об'єкти культурної спадщини — Наказами Комітету, або Управління (Головного управління) охорони пам'яток (культурної спадщини).

Відповідно кольором в списку позначені:
|  | Пам'ятки Місцевого значення |

## Об'єкти культурної спадщини Деснянського району
| Номер | Назва | Дати       | Адреса             | Охоронний номер | Документ про взяття на облік                                                             |
| ----- | --- | ---------- | ------------------ | --------------- | ---------------------------------------------------------------------------------------- |
| 1     | Городище Троєщина-Вигурівщина                                                                                              | ХІ-ХІІ ст. | Маяковського вул.  |                 | Рішення виконавчого комітету Київської міськради народних депутатів від 23.11.1970 № 806 |
| 2     | Московський міст | 1976       | просп. Бандери     |                 | Наказ Головного управління охорони культурної спадщини від 25.06.2011 № 10/38-11         |
| 3     | Будинок інституту органічної хімії, де у 1970-1972 рр. працював Кіпріанов А., хімік-органік, академік та інші відомі вчені | 1970       | Мурманська вул., 5 |                 | Рішення виконавчого комітету Київської міськради народних депутатів від 30.07.1984 № 693 |

## Джерело
- Головне управління охорони культурної спадщини. Об'єкти культурної спадщини в м. Києві

 Вікісховище має мультимедійні дані за темою: Перелік об'єктів культурної спадщини Деснянського району міста Києва